# Тріо бандуристок Українського радіо
Тріо бандуристок Українського радіо — радіоансамбль Українського радіо у складі Національної суспільної телерадіокомпанії України.
Тріо базується та здійснює свої записи в концертно-студійному комплексі Будинку звукозапису Українського радіо.

## Історія
З 1973 року на Українському радіо з'явилося Тріо бандуристок, його артистками були Алла Шутько, Світлана Петрова та Антоніна Мамченко.
У новому складі тріо запрацювало з 2004 року за ініціативою народної артистки України Тетяни Маломуж. До його складу тоді входили заслужена артистка України Ольга Черній та артистка Ірина Бурхан. На сьогодні в складі тріо виступають народна артистка України Тетяна Маломуж, заслужена артистка України Ольга Нищота (до шлюбу Черній) та заслужена артистка України Катерина Коврик.
За час існування колектив брав участь у багатьох міжнародних фестивалях і конкурсах. Гастролювали в США, Франції, Польщі, Угорщині, Литві, Хорватії, в країнах СНД. У березні 2004 р. тріо здобуло звання лауреатів ІІ-го міжнародного конкурсу виконавців на народних інструментах імені Віри Городовської в Москві.
Тріо здійснює записи до музичного фонду Українського радіо. 5 жовтня 2007 відбулась презентація прем'єрного альбому Тріо бандуристок Національної радіокомпанії під назвою «Співає тріо бандуристок».
Тріо співпрацює з такими сучасними композиторами: Віктор Степурко, Іван Тараненко, Ганна Гаврилець, Юрій Алжнєв і інші. За участі тріо бандуристок Українського радіо вийшов документальний фільм «Душі заповідний куток» — режисерка Галина Устенко-Гайдай.

## Дискографія
- CD альбом «Співає тріо бандуристок» Rostok Records (2007)
- CD альбом «Мелодії рідного краю» Національна радіокомпанія України (2010)
- CD альбом «Де вітер землю голубить» Lavina Music (2014)[4]